# Liste der Bodendenkmäler in Gangkofen
Auf dieser Seite sind die Bodendenkmäler in dem niederbayerischen Markt Gangkofen zusammengestellt. Diese Tabelle ist eine Teilliste der Liste der Bodendenkmäler in Bayern. Grundlage ist die Bayerische Denkmalliste, die auf Basis des Bayerischen Denkmalschutzgesetzes vom 1. Oktober 1973 erstmals erstellt wurde und seither durch das Bayerische Landesamt für Denkmalpflege geführt wird. Die folgenden Angaben ersetzen nicht die rechtsverbindliche Auskunft der Denkmalschutzbehörde.

## Bodendenkmäler in Gangkofen
| Lage       | Objekt | Akten-Nr.     | Bild           |
| ---------- | --- | ------------- | -------------- |
| (Standort) | Turmhügel des Mittelalters („Altes Schloß“). | D-2-7441-0127 | Bodendenkmal   |
| (Standort) | Untertägige mittelalterliche und frühneuzeitliche Befunde und Funde im Bereich der katholischen Pfarrkirche St. Emmeram in Kollbach und ihrer Vorgängerbauten samt zugehörigem Friedhof mit spätmittelalterlicher und frühneuzeitlicher Friedhofskapelle St. Laurentius. | D-2-7441-0140 |                |
| (Standort) | Untertägige mittelalterliche und frühneuzeitliche Befunde und Funde im Bereich der katholischen Filialkirche St. Katharina in Niedertrennbach. | D-2-7441-0146 |                |
| (Standort) | Untertägige frühneuzeitliche Befunde und Funde im Bereich der katholischen Filialkirche St. Maria Magdalena in Wimmersdorf. | D-2-7441-0147 |                |
| (Standort) | Grabhügel vorgeschichtlicher Zeitstellung, u. a. der mittleren Bronzezeit. | D-2-7540-0002 |                |
| (Standort) | Abgegangener Wasserburgstall des (späten) Mittelalters und der frühen Neuzeit. | D-2-7540-0105 |                |
| (Standort) | Untertägige frühneuzeitliche Befunde und Funde im Bereich der katholischen Wallfahrtskirche Mariä Heimsuchung in Angerbach. | D-2-7540-0133 | weitere Bilder |
| (Standort) | Untertägige mittelalterliche und frühneuzeitliche Befunde und Funde im Bereich der katholischen Nebenkirche St. Stephan in Unterbachham. | D-2-7540-0134 |                |
| (Standort) | Siedlung oder Gräber vorgeschichtlicher Zeitstellung. | D-2-7540-0136 |                |
| (Standort) | Siedlung vorgeschichtlicher Zeitstellung. | D-2-7541-0003 |                |
| (Standort) | Siedlung der Linearbandkeramik. | D-2-7541-0004 |                |
| (Standort) | Siedlung des Jungneolithikums (Münchshöfener Kultur). | D-2-7541-0005 |                |
| (Standort) | Siedlung vor- und frühgeschichtlicher Zeitstellung. | D-2-7541-0006 |                |
| (Standort) | Siedlung des Altneolithikums (Linearbandkeramik) sowie vermutlich des Jungneolithikums (Münchshöfener Kultur). | D-2-7541-0008 |                |
| (Standort) | Siedlung vor- und frühgeschichtlicher Zeitstellung. | D-2-7541-0009 |                |
| (Standort) | Verebneter mittelalterlicher Burgstall und/oder Siedlung vor- und frühgeschichtlicher Zeitstellung. | D-2-7541-0010 |                |
| (Standort) | Viereckige Wallanlage vor- und frühgeschichtlicher oder mittelalterlicher Zeitstellung. | D-2-7541-0011 |                |
| (Standort) | Siedlung vor- und frühgeschichtlicher Zeitstellung. | D-2-7541-0013 |                |
| (Standort) | Siedlung des Altneolithikums (Linearbandkeramik). | D-2-7541-0014 |                |
| (Standort) | Siedlung vor- und frühgeschichtlicher Zeitstellung. | D-2-7541-0015 |                |
| (Standort) | Verebnete Viereckschanze der späten Latènezeit. | D-2-7541-0016 |                |
| (Standort) | Siedlung und/oder Körpergräber vor- und frühgeschichtlicher Zeitstellung. | D-2-7541-0029 |                |
| (Standort) | Untertägige mittelalterliche und frühneuzeitliche Befunde und Funde im Bereich der katholischen Pfarrkirche Mariä Himmelfahrt (ehemaligen Klosterkirche) in Gangkofen und ihrer Vorgängerbauten samt zugehörigem Friedhof.                                               | D-2-7541-0032 | weitere Bilder |
| (Standort) | Untertägige mittelalterliche und frühneuzeitliche Befunde im Bereich der historischen Marktsiedlung von Gangkofen. | D-2-7541-0033 |                |
| (Standort) | Untertägige mittelalterliche und frühneuzeitliche Befunde und Funde im Bereich des ehemaligen Augustiner-Eremiten-Klosters in Seemannshausen mit zugehöriger Klosterökonomie und barockem Klostergarten.                                                                 | D-2-7541-0034 | weitere Bilder |
| (Standort) | Untertägige spätmittelalterliche und frühneuzeitliche Befunde und Funde im Bereich der katholischen Wallfahrtskirche St. Salvator in Heiligenstadt samt zugehörigem Friedhof.                                                                                            | D-2-7541-0038 | weitere Bilder |
| (Standort) | Untertägige mittelalterliche und frühneuzeitliche Befunde und Funde im Bereich der katholischen Filialkirche St. Georg in Wiedersbach und ihrer Vorgängerbauten samt zugehörigem Friedhof.                                                                               | D-2-7541-0039 |                |
| (Standort) | Untertägige mittelalterliche und frühneuzeitliche Befunde und Funde im Bereich der katholischen Pfarrkirche St. Simon und Judas Thaddäus („Hl.-Kreuz-Kirche“) in Reicheneibach und ihrer Vorgängerbauten samt zugehörigem Friedhof.                                      | D-2-7541-0050 | Bodendenkmal   |
| (Standort) | Untertägige frühneuzeitliche und vermutlich mittelalterliche Siedlungsteile im Bereich der abgegangenen Mühle von Binamühl. | D-2-7541-0051 |                |
| (Standort) | Untertägige mittelalterliche und frühneuzeitliche Teile der katholischen Filialkirche St. Martin (ehemals St. Ägidius) in Dirnaich mit zugehörigem Friedhof. | D-2-7541-0079 | weitere Bilder |
| (Standort) | Untertägige mittelalterliche und frühneuzeitliche Befunde und Funde im Bereich der katholischen Filialkirche St. Philipp und Jakob in Engersdorf. | D-2-7541-0080 |                |
| (Standort) | Untertägige frühneuzeitliche Befunde und Funde im Bereich der katholischen Filialkirche St. Maria (Mariabrunn) mit zugehöriger Klause. | D-2-7541-0081 |                |
| (Standort) | Untertägige mittelalterliche und frühneuzeitliche Befunde und Funde im Bereich der katholischen Pfarrkirche Unserer Lieben Frau in Hölsbrunn mit zugehörigem Friedhof.                                                                                                   | D-2-7541-0082 |                |
| (Standort) | Untertägige mittelalterliche und frühneuzeitliche Befunde und Funde im Bereich der katholischen Filialkirche St. Andreas in Marastorf mit zugehörigem, heute aufgelassenem Friedhof.                                                                                     | D-2-7541-0083 |                |
| (Standort) | Untertägige mittelalterliche und frühneuzeitliche Befunde und Funde im Bereich der katholischen Filialkirche St. Vitus in Obertrennbach mit zugehörigem Friedhof. | D-2-7541-0084 | weitere Bilder |
| (Standort) | Untertägige mittelalterliche und frühneuzeitliche Befunde und Funde im Bereich der katholischen Filialkirche St. Margaretha in Radlkofen mit zugehörigem Friedhof. | D-2-7541-0085 |                |
| (Standort) | Untertägige mittelalterliche und frühneuzeitliche Befunde und Funde im Bereich der katholischen Filialkirche St. Nikolaus in Sankt Nikola mit zugehörigem Friedhof. | D-2-7541-0086 |                |
| (Standort) | Untertägige spätmittelalterliche und frühneuzeitliche Befunde im Bereich des ehemaligen Schlosses „Oberganghofen“ in Gangkofen. | D-2-7541-0092 |                |
| (Standort) | Untertägige mittelalterliche und frühneuzeitliche Befunde und Funde im Bereich des abgegangenen Schlosses von Panzing. | D-2-7541-0095 | Bodendenkmal   |
| (Standort) | Untertägige mittelalterliche und frühneuzeitliche Befunde und Funde im Bereich der ehemaligen Deutschordenskommende. | D-2-7541-0099 | weitere Bilder |
| (Standort) | Untertägige mittelalterliche und frühneuzeitliche Befunde und Funde im Bereich des abgegangenen Wasserschlosses in Gangkofen („Sitz Königsberg“). | D-2-7541-0100 | Bodendenkmal   |